# Khu vực South Burnett
Khu vực South Burnett (tiếng Anh: South Burnett Region) là một khu vực chính quyền địa phương thuộc vùng trung du miền Đông Nam bang Queensland, Úc.

## Lịch sử
Khu vực này được thành lập năm 2008 theo sắc lệnh của chính quyền tiểu bang Queensland nhằm cải tiến hệ thống hành chính địa phương toàn bang. Trước đó, Ủy ban Cải cách Chính quyền Địa phương đã đệ trình bản kết luận vào tháng 7 năm 2007. 
Chính quyền bang chủ trương thành lập một khu vực hội đồng mới nằm tại lưu vực phía Nam của sông Burnett. Địa giới hành chính của khu vực này bao gồm 4 khu vực cũ được hợp nhất là:
- Quận Kingaroy
- Quận Nanango
- Quận Murgon
- Quận Wondai

Bản kết luận cũng đề nghị khu vực chính quyền địa phương mới sẽ không chia các phân khu bầu cử (ward). Thành phần hội đồng sẽ bao gồm 6 ủy viên và 1 thị trưởng. Tuy nhiên, Ủy ban Xúc tiến Lâm thời lại đề nghị chia thành 4 phân khu với ranh giới là 4 quận tiền nhiệm. Hiện giờ dân số của quận đã đạt gần bằng mức 8 ủy viên hội đồng, do đó, quận đã nộp đơn xin tăng số ủy viên khi cần.

## Diện tích và dân số
Khu vực South Burnett trải rộng trên diện tích 8.399 km2. Tổng ngân sách ước tính của hội đồng vùng là 42 triệu đô-la Úc (năm 2008).
Cộng đồng cư dân Cherbourg tuy nằm trong địa lý của vùng nhưng do một khu vực khác quản lý.

## Thị xã, thị trấn
| - Benarkin - Blackbutt - Booie - Boondooma - Brooklands - Bunya Mountains - Byee - Cloyna - Coolabunia | - Durong - Ficks Crossing - Glenrock - Goodger - Hivesville - Inverlaw - Kawl Kawl - Kingaroy - Kumbia | - Maidenwell - Marshlands - Memerambi - Moffatdale - Mondure - Murgon - Nanango - Proston - Silverleaf | - Taabinga - Tarong - Tingoora - Wheatlands - Windera - Wondai - Wooroolin - Wooroonden |

## Thị trưởng và Ủy viên hội đồng

### Bầu cử hội đồng 2008
Ngày 15 tháng 3 năm 2008, cử tri trong vùng tham gia bầu cử hội đồng khu vực hợp nhất. David Ian Carter trúng cử chức thị trưởng khu vực.
Các ủy viên hội đồng khóa đầu tiên bao gồm:
- Phân khu 1: Barry Green[3]
- Phân khu 2: Debra Palmer[4]
- Phân khu 3: Damien Tessmann[5]
- Phân khu 4: Keith Campbell (ứng viên duy nhất)[6]
- Phân khu 5: Kathy Duff[7]
- Phân khu 6: Cheryl Dalton[8]

### Bầu cử hội đồng 2012
Tại cuộc bầu cử lần hai diễn ra ngày 28 tháng 4 năm 2012, Wayne Kratzmann trúng cử chức thị trưởng sau khi tham gia tranh cử với tư cách là ứng viên duy nhất.
Các ủy viên hội đồng khóa 2012 bao gồm:
- Phân khu 1: Barry Green (tái nhiệm)[11]
- Phân khu  2: Debra Palmer (tái nhiệm, ứng viên duy nhất)[12]
- Phân khu 3: Damien Tessman (ứng viên duy nhất)[13]
- Phân khu 4: Keith Campbell (tái nhiệm)[14]
- Phân khu 5: Kathy Duff (tái nhiệm, ứng viên duy nhất)[15]
- Phân khu 6: Cheryl Dalton (tái nhiệm)[16]